# Keminoub
Keminoub serait l'épouse d'un roi de la XIIIe dynastie égyptienne, toutefois, son époux est inconnu.
Sa sépulture se trouvant près de la pyramide d'Amenemhat II, Peter Jánosi a donc supposé qu'elle était l'épouse d'Amenemhat II.
Le style de son cercueil montre qu'elle a vécu au cours de la XIIIe dynastie.

## Sépulture
|                    | Keminoub              |  |
| ------------------ | --------------------- |  |
| Type               |                       |  |
|                    |                       |  |
| Emplacement        | Dahchour              |  |
| Date de découverte | 1895                  |  |
| Découvreur         | Jacques de Morgan     |  |
| Fouilles           |                       |  |
| Objets découverts  | fragments de cercueil |  |